# BYD Seagull
La BYD Seagull (Mouette en français) est une petite citadine 5-portes électrique du constructeur automobile chinois BYD, produite à partir de 2023 en Chine. Elle fait partie de la gamme électrique « Ocean » de BYD qui doit être commercialisée en Europe, avec la Seal et la Dolphin.

## Présentation
La BYD Seagull est dévoilée au salon de l'automobile de Shanghai 2023.

## Caractéristiques techniques
La Seagull  repose sur la plateforme technique e-Platform 3.0, dédiée aux véhicules électriques du constructeur chinois, présentée en 2021 sur le concept car 'YD concept Ocean-X.
Son prix de départ annoncé est compris entre 69 800 et 73 800 RMB (72 000 ¥), soit un peu plus de 9 000 €. Néanmoins, à cause des différentes taxes imposées aux véhicules en provenance de Chine jugés « trop peu chers » et de sa concurrence envers d'autres marques, notamment françaises telles que Dacia, son prix devrait doubler et atteindre les 18 000 voire 19 000 € lors de sa commercialisation en France en 2025,,.

### Motorisation
La Seagull offre le choix entre deux combinaisons moteur électrique et batterie. La première est constituée d'un ensemble moteur de 55 kW (74 ch) associé à une batterie BYD Blade d'une capacité de 30,7 kWh autorisant 305 km d'autonomie. La seconde propose 75 kW (101 ch) et 405 km d'autonomie grâce à une batterie d'une capacité de 38 kWh.